# Nigüella
Nigüella è un comune spagnolo di 98 abitanti situato nella comunità autonoma dell'Aragona.